# Hynobius sonani
Espèce
Synonymes
- Salamandrella sonani Maki, 1922

Statut de conservation UICN

 EN B1ab(iii)+2ab(iii) : En danger
Hynobius sonani est une espèce d'urodèles de la famille des Hynobiidae.

## Répartition
Cette espèce est endémique de Taïwan. Elle se rencontre au-dessus de 2 750 m d'altitude.

## Étymologie
Cette espèce est nommée en l'honneur de Jinhaku Sonan (1892-1984).

## Publication originale
- Maki, 1922 : Notes on the salamanders found in the Island of Formosa. Zoological Magazine, Tokyo vol. 34, p. 635-639 (texte intégral).